# Норт-Бетлфорд (Саскачеван)
 Норт-Бе́тлфорд  (англ. North Battleford) — місто (24,57 км²) в провінції Саскачеван у Канаді. Місто налічує 13 692 мешканців (2006) (408,6 /км²).

## Клімат
Місто знаходиться у зоні, котра характеризується вологим континентальним кліматом з теплим літом. Найтепліший місяць — липень із середньою температурою 17.7 °C (63.8 °F). Найхолодніший місяць — січень, із середньою температурою -15.9 °С (3.3 °F).
| Клімат Норт-Бетлфорда   | Клімат Норт-Бетлфорда | Клімат Норт-Бетлфорда | Клімат Норт-Бетлфорда | Клімат Норт-Бетлфорда | Клімат Норт-Бетлфорда | Клімат Норт-Бетлфорда | Клімат Норт-Бетлфорда | Клімат Норт-Бетлфорда | Клімат Норт-Бетлфорда | Клімат Норт-Бетлфорда | Клімат Норт-Бетлфорда | Клімат Норт-Бетлфорда | Клімат Норт-Бетлфорда |
| Показник                | Січ.                  | Лют.                  | Бер.                  | Квіт.                 | Трав.                 | Черв.                 | Лип.                  | Серп.                 | Вер.                  | Жовт.                 | Лист.                 | Груд.                 | Рік                   |
| Абсолютний максимум, °C | 9,1                   | 10,4                  | 19,3                  | 32,2                  | 34,9                  | 37,8                  | 39,5                  | 38,3                  | 35,6                  | 30                    | 19,5                  | 10,9                  | 39,5                  |
| Середній максимум, °C   | −10,6                 | −7,1                  | −0,6                  | 10,7                  | 18                    | 21,9                  | 24,2                  | 23,9                  | 17,7                  | 9,7                   | −1,8                  | −8,6                  | 8,1                   |
| Середня температура, °C | −16                   | −12,6                 | −5,8                  | 4,3                   | 11                    | 15,5                  | 17,6                  | 16,9                  | 10,9                  | 3,6                   | −6,5                  | −13,8                 | 2,1                   |
| Середній мінімум, °C    | −21,3                 | −18                   | −11                   | −2,2                  | 3,9                   | 9                     | 11                    | 9,9                   | 4,1                   | −2,5                  | −11,2                 | −19                   | −3,9                  |
| Абсолютний мінімум, °C  | −46,1                 | −44,1                 | −38,4                 | −27,8                 | −13,2                 | −1,7                  | 2,2                   | −1,8                  | −9,7                  | −27,2                 | −35,8                 | −44,2                 | −46,1                 |
| Норма опадів, мм        | 15.6                  | 9.9                   | 13.5                  | 25.8                  | 32.8                  | 65                    | 74.1                  | 57.9                  | 34.1                  | 16.1                  | 15.8                  | 13.6                  | 374.2                 |
| Днів з опадами          | 10,7                  | 8                     | 7,3                   | 7,8                   | 9,4                   | 12,3                  | 12,4                  | 9,6                   | 7,4                   | 5,8                   | 8,4                   | 9,8                   | 109                   |
| Днів з дощем            | 0,7                   | 0,3                   | 1,1                   | 5,7                   | 8,6                   | 12,8                  | 12,4                  | 9,8                   | 7,5                   | 4,8                   | 1,2                   | 0,5                   | 65,3                  |
| Днів зі снігом          | 10,6                  | 8,3                   | 7,1                   | 3,8                   | 0,8                   | 0,1                   | 0                     | 0                     | 0,7                   | 2,3                   | 8                     | 9,9                   | 51,6                  |
| Вологість повітря, %    | 86                    | 84                    | 83                    | 74                    | 62                    | 67                    | 72                    | 71                    | 71                    | 71                    | 83                    | 84                    | 76                    |
| ----------------------- | --------------------- | --------------------- | --------------------- | --------------------- | --------------------- | --------------------- | --------------------- | --------------------- | --------------------- | --------------------- | --------------------- | --------------------- | --------------------- |
| Джерело: Weatherbase    |                       |                       |                       |                       |                       |                       |                       |                       |                       |                       |                       |                       |                       |

## Відомі люди
- Колбі Кейв — канадський хокеїст.
- Берні Лукович — канадський хокеїст.
- Грегг Шеппард — канадський хокеїст.
- Мерлін Малиновський — канадський хокеїст.
- Новаківський Кен — єпарх Нью-Вестмінстерський.

## Галерея

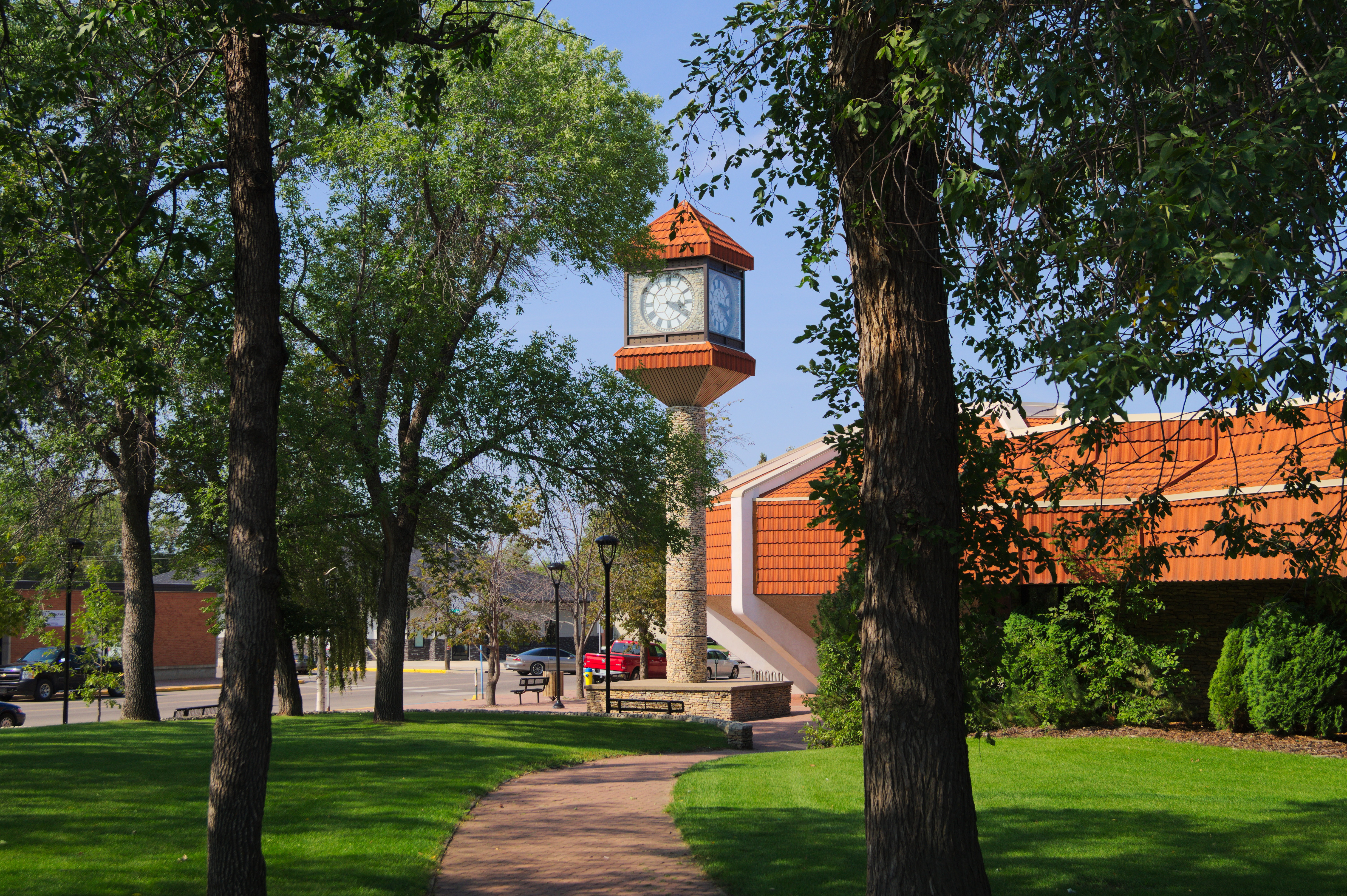
Годинник на будівлі бібліотеки (вид із Центрального парку)
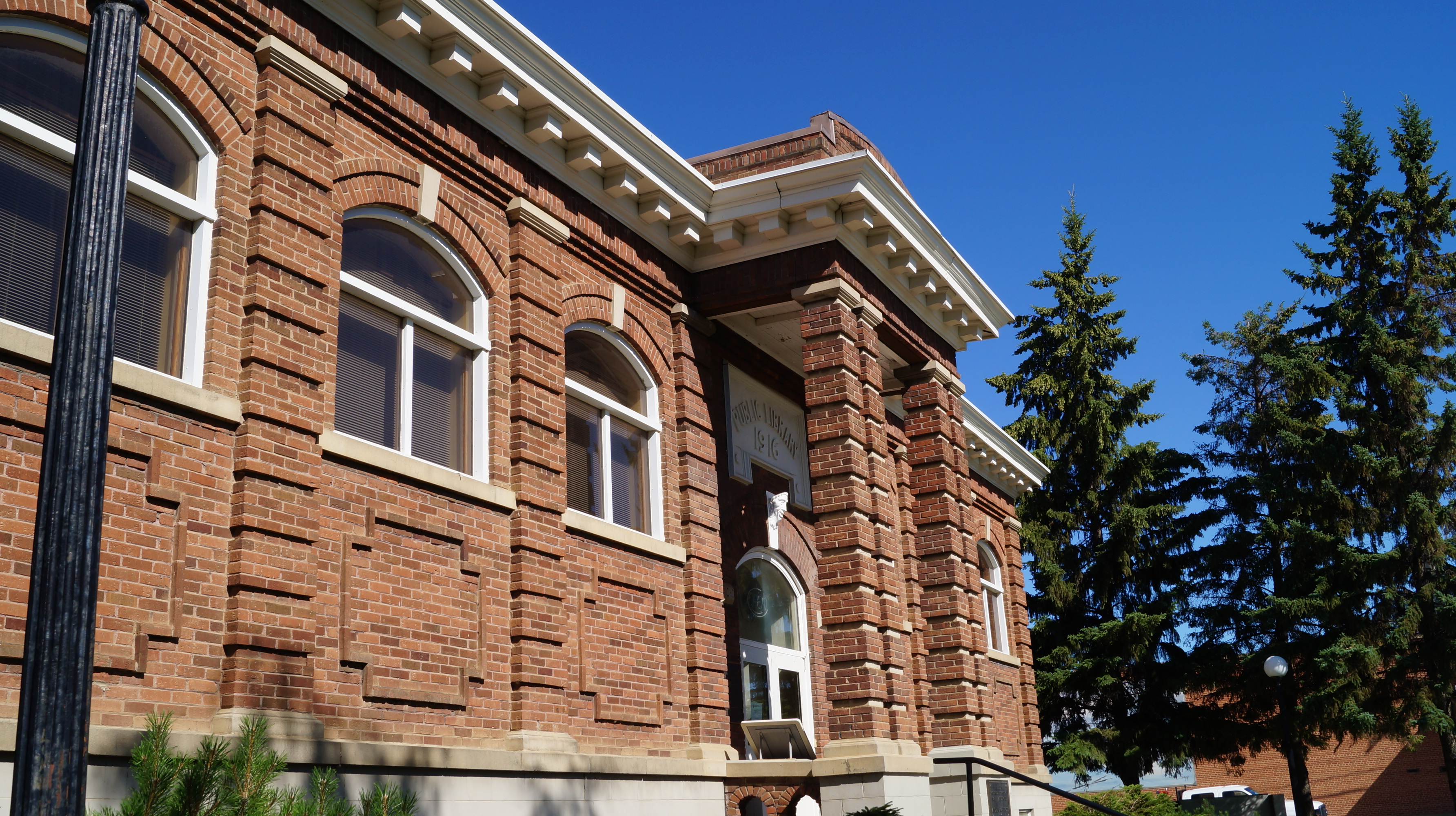
Галерея Аллена Саппа (англ. Allen Sapp Gallery)
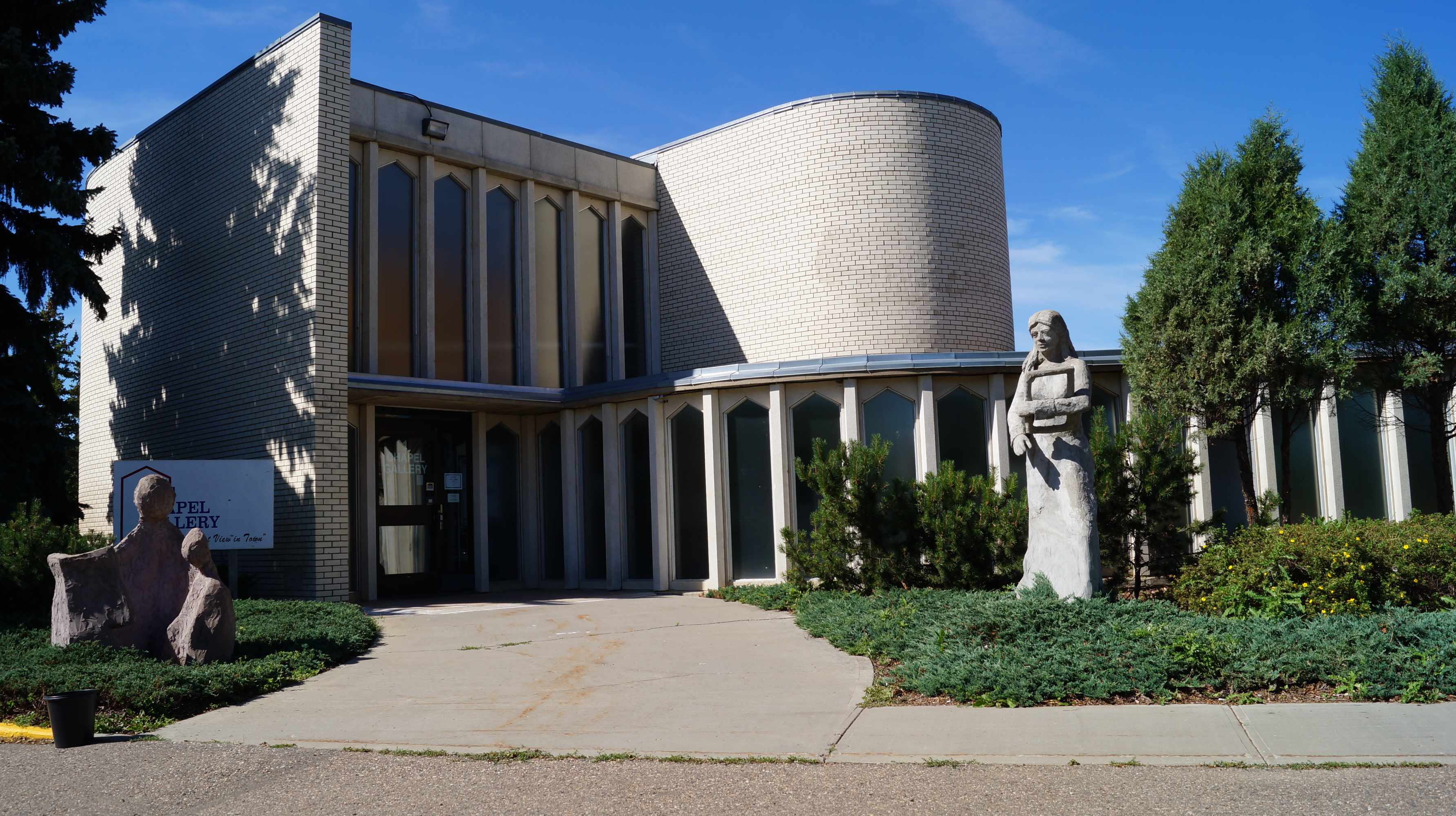
Галерея Чапел (англ. Chapel Gallery)